# 井上久男
井上 久男（いのうえ ひさお、1964年 - ）は、日本の経済ジャーナリスト。福岡県出身。経営論を専門。政策アドバイザー。

## 来歴・人物
1964年、福岡県出身。1983年福岡県立京都高等学校卒業。1988年九州大学文学部哲学科卒業。NEC入社。1991年同社退社。1992年朝日新聞社中途入社。経済部で自動車や電機産業等を担当。2004年に同社退職。2005年、大阪市立大学(社会人大学院）創造都市研究科（ベンチャー論）修士課程修了。2010年、同大学院都市経営研究科（都市ビジネスコース）博士課程単位取得退学。2016年4月、福岡県豊前市政策アドバイザーに就く。

## 活動
主に企業経営や農業経営を取材し、講談社や文藝春秋社、東洋経済新報社などで執筆するほか、講演活動も行う。

## 著書
- 『自動車会社が消える日』（2017年、文藝春秋)
- 『会社に頼らないで一生働き続ける技術　生涯現役40歳定年のススメ』（2016年、プレジデント社）
- 『メイドインジャパン驕りの代償』（2013年、NHK出版）
- 『トヨタ愚直なる人づくり』（2007年、ダイヤモンド社）
- 『トヨタ・ショック』（2009年、講談社、共編著）[5]
- 『検証 ミャンマーブーム WEDGEセレクション』（共著、2013年、ウェッジ）

## 参考
- 井上久男氏